# Reinieri Mayorquín
Reinieri Joel Mayorquín Gámez (San Pedro Sula, Cortés, 13 de julio de 1989) es un futbolista hondureño. Juega de mediocampista y su actual club es el Olancho FC de la Liga Nacional de Honduras.

## Trayectoria
Mayorquín comenzó su carrera jugando con Marathón. En su primer paso por este equipo logró salir campeón de la Liga Nacional de Honduras en el Apertura 2007 y Apertura 2008. Además ha disputado varios juegos válidos por la Concacaf Liga Campeones, donde ha enfrentado a grandes rivales como el Saprissa, Pumas de la UNAM, Seattle Sounders, Monterrey, América, Tijuana y Atlanta United.
En marzo de 2009 se unió al Aalesunds FK de la Tippeligaen de Noruega. Al inicio disputó únicamente partidos de la Copa de Noruega, misma copa que su equipo logró conquistar. Hizo su debut en la Tippeligaen el 1 de junio de 2009, en un partido que su equipo ganó por 2-1 ante el Sandefjord Fotball. 
En enero de 2010 regresó al Marathón, donde permaneció hasta mediados de 2013. En julio de ese año, a petición del técnico Emilio Umanzor, Mayorquín ficha para el Lepaera Fútbol Club de la Liga de Ascenso de Honduras.
A inicios de 2014 llegó a Motagua junto a otros grandes jugadores como Wilmer Crisanto, Víctor Arzú, Irvin Reyna y Rubilio Castillo. Debutó con anotación incluida el 12 de enero de 2014, en el partido que Motagua ganó como visitante por 1-0 ante el Deportes Savio.

## Selección nacional
Ha sido internacional con la Selección de fútbol de Honduras en categoría sub-20. Formó parte del equipo que jugó la Copa Mundial Sub-20 de 2009 en Egipto. 

### Participaciones en Copas del Mundo
| Mundial                     | Sede   | Resultado    | Partidos | Goles |
| --------------------------- | ------ | ------------ | -------- | ----- |
| Copa Mundial Sub-20 de 2009 | Egipto | Primera fase | 2        | 0     |

## Clubes
| Club                | País                | Año                 | Partidos | Goles |
| ------------------- | ------------------- | ------------------- | -------- | ----- |
| Marathón            | Honduras            | 2007 - 2008         | 50       | 1     |
| Aalesunds F.K.      | Noruega             | 2009                | 7        | 0     |
| Marathón            | Honduras            | 2010 - 2013         | 88       | 0     |
| Lepaera             | Honduras            | 2013                | 14       | 0     |
| Motagua             | Honduras            | 2014 - 2021         | 234      | 13    |
| Marathón            | Honduras            | 2021 - 2022         | 31       | 1     |
| Olancho FC          | Honduras            | 2022 - Act.         | 0        | 0     |
| Total en su carrera | Total en su carrera | Total en su carrera | 424      | 15    |

## Palmarés

### Campeonatos nacionales
| Título                    | Club         | País     | Año  |
| ------------------------- | ------------ | -------- | ---- |
| Liga Nacional de Honduras | Marathón     | Honduras | 2007 |
| Liga Nacional de Honduras | Marathón     | Honduras | 2008 |
| Copa de Noruega           | Aalesunds FK | Noruega  | 2009 |
| Liga Nacional de Honduras | Motagua      | Honduras | 2014 |
| Liga Nacional de Honduras | Motagua      | Honduras | 2016 |
| Liga Nacional de Honduras | Motagua      | Honduras | 2017 |
| Supercopa de Honduras     | Motagua      | Honduras | 2017 |
| Liga Nacional de Honduras | Motagua      | Honduras | 2018 |
| Liga Nacional de Honduras | Motagua      | Honduras | 2019 |